# Савромат IV
Савромат IV (Тиберий Юлий Савромат; греч. Τιβέριος Ἰούλιος Σαυροματης Δ; умер между 311 и 318) — царь Боспора в 275—276 и 286—311/318 годах.

## Биография
Происходил из династии Тибериев Юлиев. Относительно происхождения существуют разногласия. Некоторые ученые рассматривают его как сына Рескупорида V от второго брака, а другие — старшим сыном царя Тейрана I, то есть внуком первого.
Время господства также доподлинно неизвестно: признано лишь, что он был царем-соправителем в 275 или 276 году, о чем свидетельствует найденный медный статер с надписью «ΒΑΣΙΛΕΩΣ ΣΑΥΡΟΜΑΤΟΥ». Этот факт исследователи рассматривают неодинаково: или Рескупорид V сделал сына от второго брака соправителем сына от первого (Тейрана I) в 275 году, а после смерти Рескупорида V, Тейран I победил Савромата IV, который погиб или бежал с государства. Ученые считают Савромата сыном Тейрана I, утверждают о соправлении Савромата IV с отцом Тейраном. Рано умер, поэтому Тейран I назначил наследником младшего брата Савромата IV — Фофорса.
Впрочем, по еще одной гипотезе, Савромат IV (как брат Тейрана I) не погиб в борьбе с Тейраном I в 276 году, а сбежал из страны. Вернулся где-то в 283 или 285 году, став соправителем и наследником брата (или племянника) Хедосбия. Возможно также повалил последнего вместе с Фофорсом.
На то, что Савромат IV был жив после 276 году, есть упоминание в «Об управлении империей» византийского императора Константина VII, где тот указывает, что Савромат, сын Крискоронса, жил в 291 году и был современником императора Диоклетиана. Крискоронса является искаженным имя Рескупорида. Это является дополнительным подтверждением, что Савромат IV был сыном Рескупорида V. Вместе с тем события 291 года связывают с царем Фофорсом, которого называют Савроматом учитывая общее название династии Тибериев-Юлиев (Савроматов).
Наверное правил вместе с племянником Фофорсом (до 309 года) и другим родственником Радамсадом. Умер между 311 и 318 годом, однако это не доказано, поскольку не наёдено поздних монет Савромата IV.
Есть версия, что его сыном был Рескупорид VII (VI).